# 籠屋町商店街

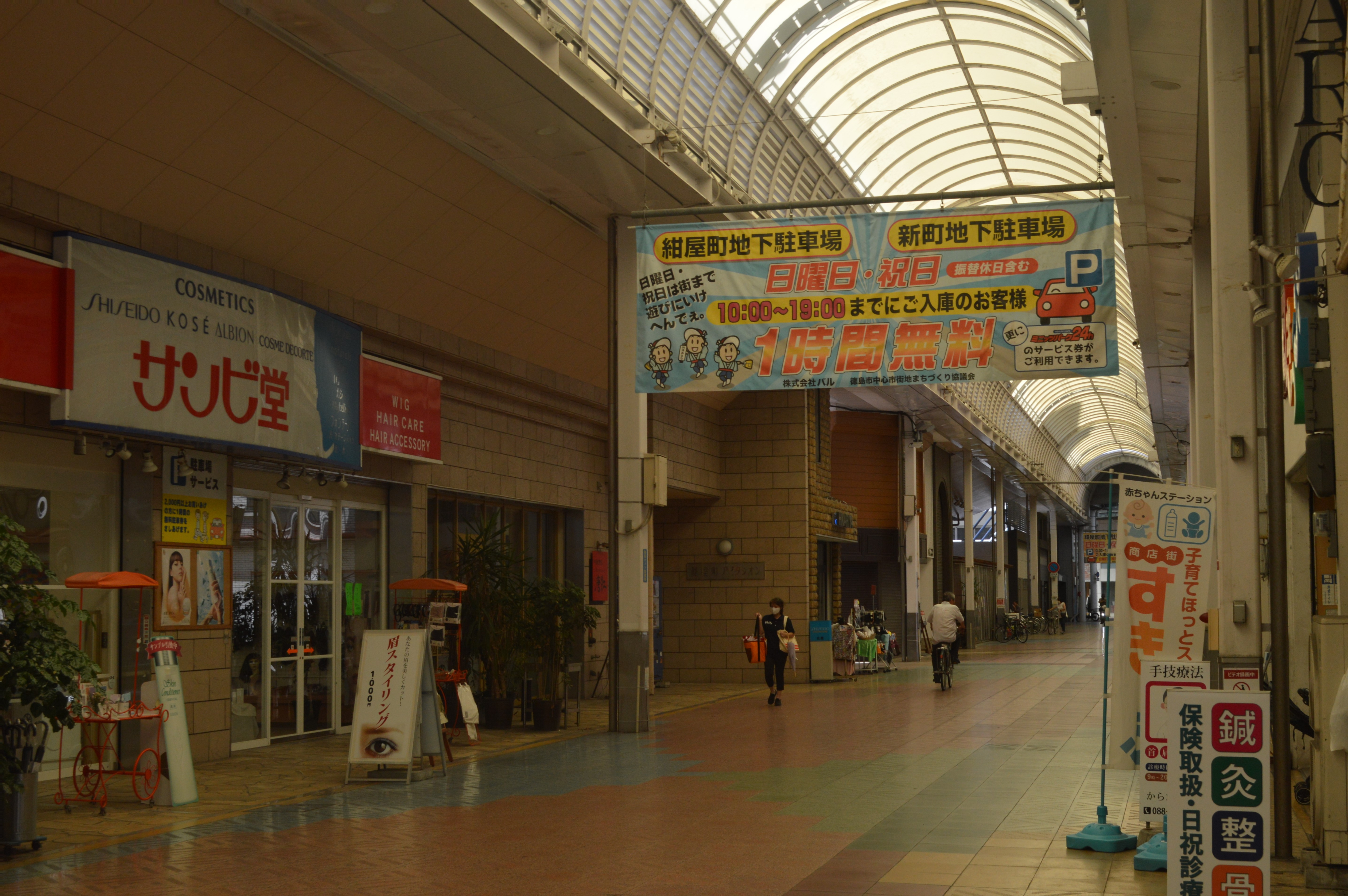
籠屋町商店街

籠屋町商店街（かごやまちしょうてんがい）は、徳島県徳島市籠屋町にある広域型商店街。別名「虹の流れる街」。光の八十八ヶ所めぐり選定。

## 概要

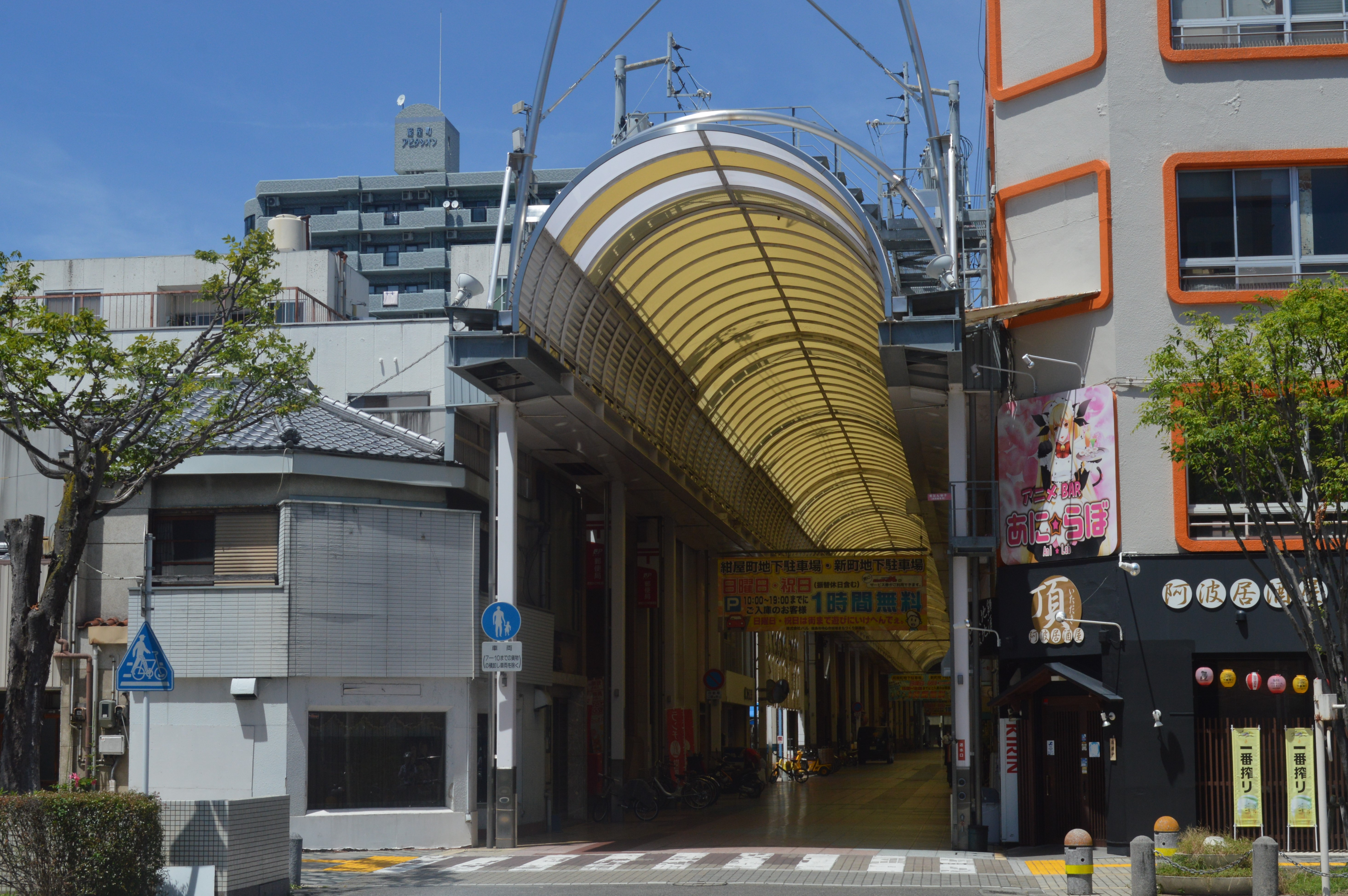
アーケード南端部

徳島市の中心市街地に位置し、アーケード街には天井に設置されたLEDが次々と色を変え、アーケード約200メートルを照らしている。このことから別名「虹の流れる街」と呼ばれている。 
1995年（平成7年）に老舗百貨店が廃業したことに伴い通行量の減少、さらに2001年（平成13年）11月には、板野郡北島町に映画館を備えた県内最大規模のショッピングセンター・フジグラン北島がオープンし、中心市街地の賑わいが失われつつある。また2005年（平成17年）にダイエー徳島店が撤退し、商店街にも大きな影響を受けた。
東新町商店街・銀座商店街と隣接している。

## 主な店舗

### 現在の店舗
- 生鮮夢市場がんばりや にんにく店
- 漆器蔵 いちかわ
- 鈴屋
- 有限会社コオリ理容所
- ロンドンヤ
- 株式会社いづこや呉服店
- 有限会社玉屋呉服店
- 銀丁ガクブチ店
- 街の中の喫茶店 あっぷる
- コム・デ・ギャルソン 徳島
- メリケンヤ
- フレッシュ・フード 100
- 光屋
- JLB
- サンビ堂
- 商店街子育てほっとスペース すきっぷ
- かごや町整骨院
- CAFE BAR FARO
- ジャズクラブJUN
- 味処 に志もと
- エンドオ洋傘店
- 海鮮市場 おらが大将
- かごや町 M.S.P
- 倚山会デイサービス 咲くら
- ツートップ保険（高野商事）
- きゃろっと
- サトウセレクション
- 徳島ブラジルコーヒ店
- 徳島かごや町郵便局
- 武岡康則土地家屋調査士･行政書士事務所

### かつて存在した店舗
- ダイエー徳島店
- 徳島東宝・東宝シネマ
- 東映パラス・松映ピカデリ
- 徳島松竹歌舞伎座
- ミニ新東宝
- アニメポリスペロ徳島店

## 徳島市籠屋町商店街振興組合
所在地
- 〒770-0914 徳島県徳島市籠屋町1丁目20